# ورزشگاه هیوچانگ
ورزشگاه هیوچانگ یک ورزشگاه فوتبال در شهر سئول کره جنوبی است این ورزشگاه ۱۵٬۱۹۴ نفر گنجایش دارد و در سال ۱۹۶۰ افتتاح شده‌است.